# ショー (DD-373)
| DD-373 ショー（1945年8月5日撮影） |                                                                          |
| 艦歴                              |                                                                          |
| 発注:                             |                                                                          |
| 起工:                             | 1934年10月1日                                                            |
| 進水:                             | 1935年10月28日                                                           |
| 就役:                             | 1936年9月18日                                                            |
| 退役:                             | 1945年10月2日                                                            |
| その後:                           | 1946年7月にスクラップとして廃棄                                          |
| 除籍:                             | 1945年10月4日                                                            |
| 性能諸元                          |                                                                          |
| 排水量:                           | 1,450 トン                                                               |
| 全長:                             | 341.3 ft (104m)                                                          |
| 全幅:                             | 34.7 ft (10.6m)                                                          |
| 吃水:                             | 17 ft (5.2m)                                                             |
| 機関:                             | バブコック&ウィルコックス製 水管缶（ボイラー）4基 蒸気タービン2基2軸推進 |
| 最大速:                           | 35ノット (65 km/h)                                                       |
| 兵員:                             | 士官、兵員204名                                                          |
| 兵装:                             | 4インチ砲5門 21インチ魚雷発射管12門 爆雷投下軌条2基                      |

ショー(USS Shaw, DD-373)は、アメリカ海軍の駆逐艦。マハン級駆逐艦の1隻。艦名はアメリカ海軍の英雄であるジョン・ショー(英語版)に因む。
合衆国海軍においてその名を持つ艦としては2隻目（2代目）である。

## 艦歴

### 就役から太平洋戦争開戦まで

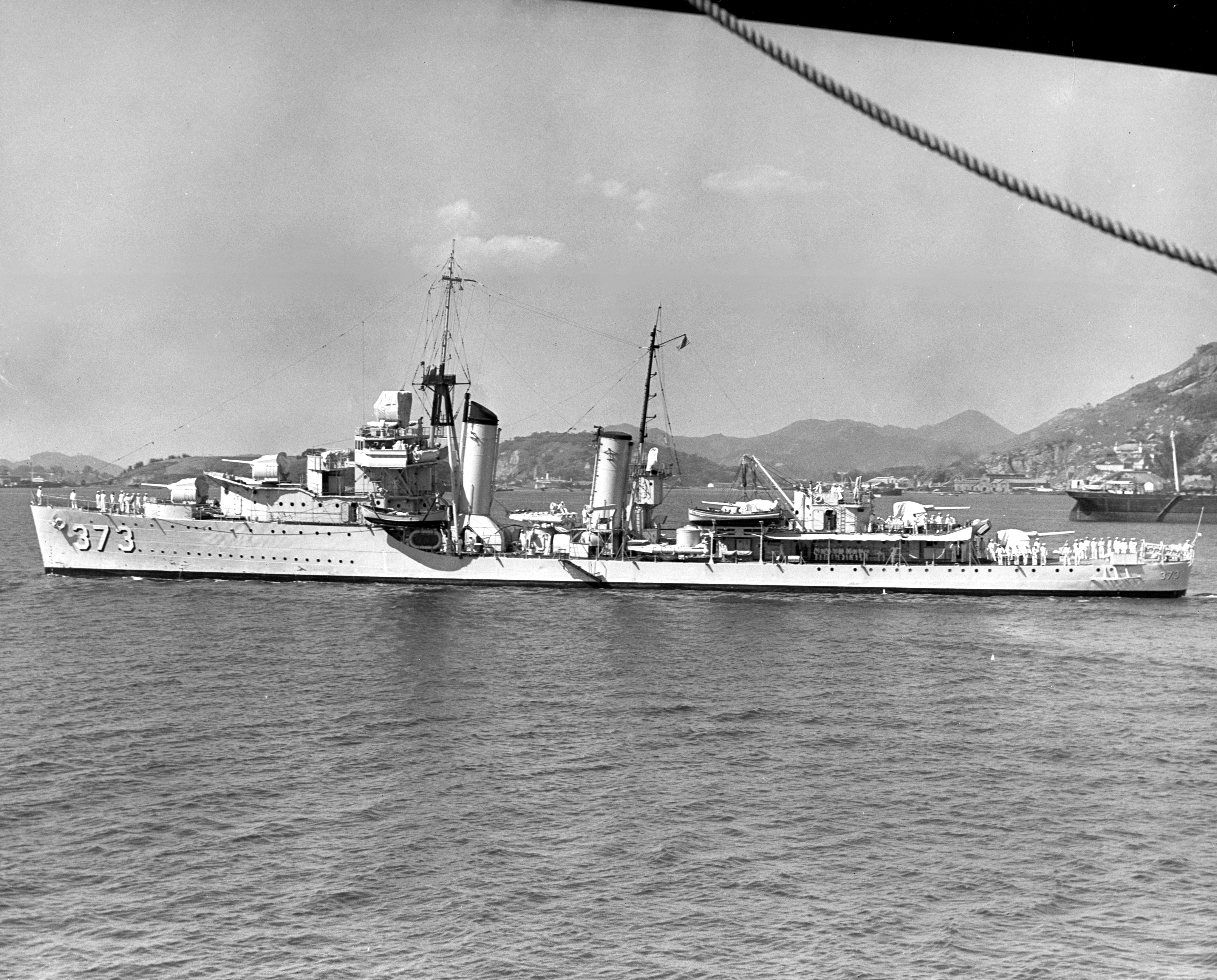
戦前の状態のショー
1938年9月1日、ブラジルのリオデジャネイロ港に入港した際の撮影

ショーは1934年10月1日にペンシルベニア州フィラデルフィアのフィラデルフィア海軍工廠で起工する。1935年10月28日にドーシー・L・ティンカーの手によって進水し、1936年9月18日に艦長E・A・ミッチェル少佐の指揮下就役した。
就役後、ショーは1937年4月までフィラデルフィアに留まり、その後調整航海で大西洋を横断した。フィラデルフィアには6月18日に帰還してドック入りし、1年におよぶ改修の後、1938年6月に公試を行う。その年の残りは大西洋で訓練演習に従事する。その後太平洋に移動し、1939年1月8日から4月4日までメア・アイランド海軍工廠でオーバーホールが行われた。
ショーは1940年4月まで西海岸に留まり、様々な練習に参加し、同海域で航空母艦および潜水艦と共に作戦活動に従事した。4月にハワイに向けて出航し、艦隊演習 XXI - ハワイ海域防衛のための8段階の作戦行動 - に参加した。11月までハワイに留まった後、オーバーホールのため西海岸に帰還する。
1941年2月中旬にはハワイに戻り、ショーは11月までハワイ諸島周辺海域で活動した後、補修のため真珠湾の浮きドック、YFD-2(英語版)に入渠する。

### 真珠湾攻撃
1941年12月7日朝の真珠湾攻撃開始時にショーはまだYFD-2に入渠中であった。日本軍機による攻撃でショーは前方機銃座に2発、艦橋左舷に1発の計3発の爆弾を被弾する。艦は火災を発生し、必死の消火活動が行われたが、09:25には消火剤を使い果たしたため、艦を放棄する命令が発せられる。ドックに注水して水没させることにより消火しようという試みは部分的に成功したが、火災は鎮火せず、09:30には前方弾薬庫に引火、大爆発を起こした。この爆発でショーの艦首をはじめとした船体前半部はほぼ失われ、竜骨が歪むなど船体全体に大きな損傷を生じ、ショーの爆発により入渠していたYFD-2も損傷したが、浮きドックに入渠していたこともあり、沈没という事態だけは免れた。その後、1941年12月から1942年1月にかけて真珠湾で応急修理が行われ、仮の艦首が取り付けられた。

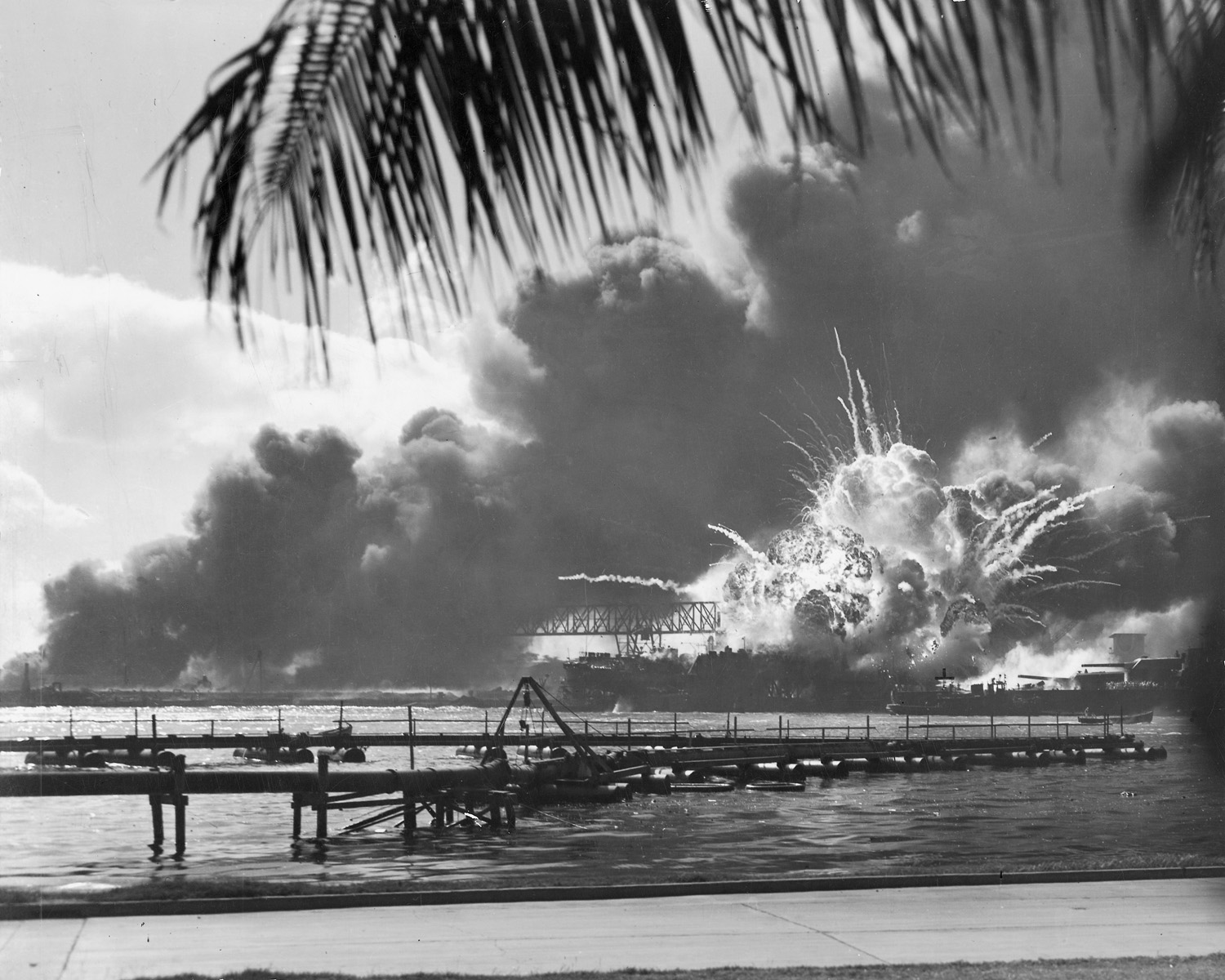
「ショー」の大爆発の瞬間をとらえた一葉。手前右側に航行中の「ネヴァダ」の後部砲群が見えており、艦尾手前には救援の曳船が並走している[2]。
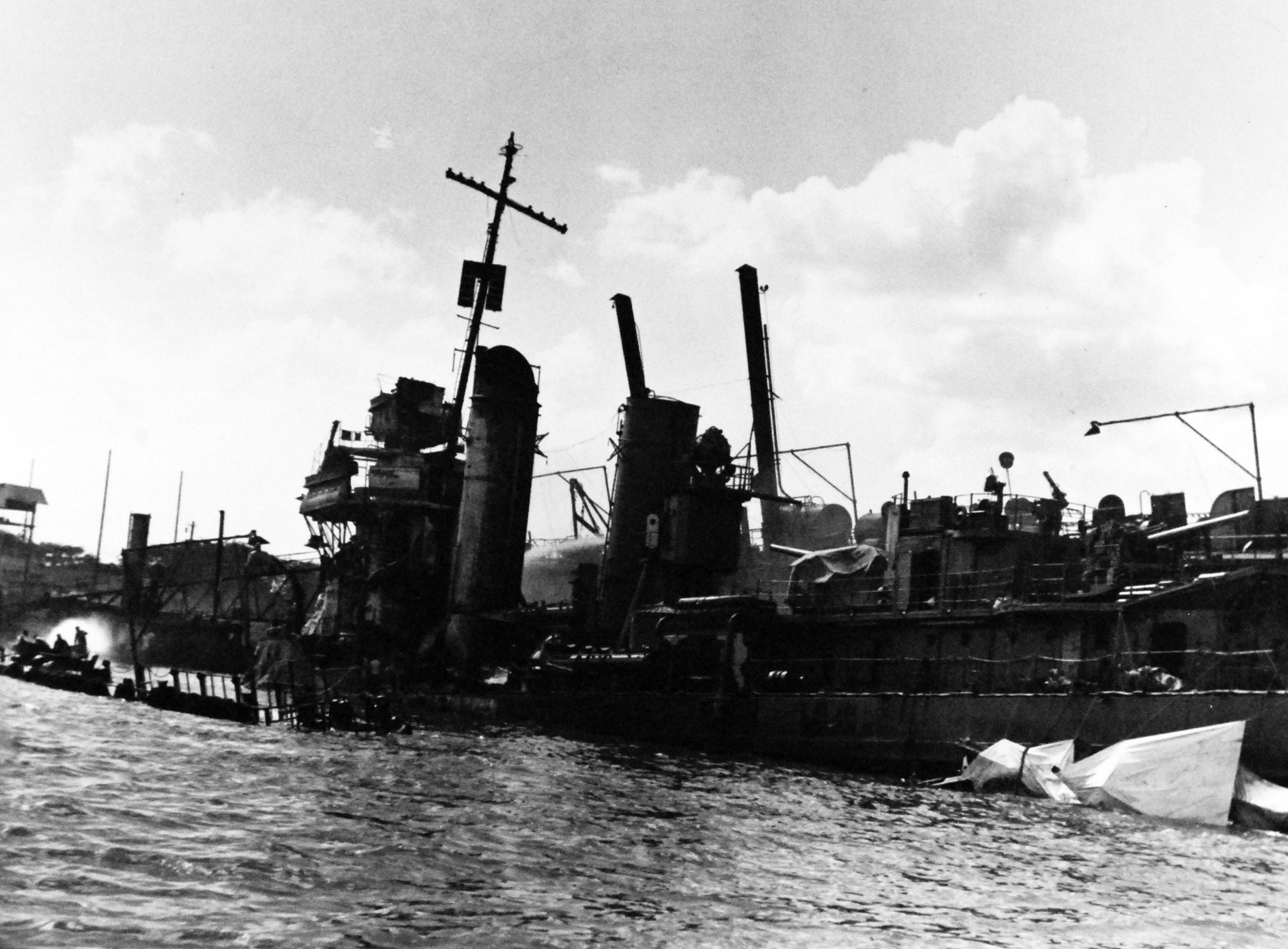
大爆発直後のショー 1941年12月7日の撮影
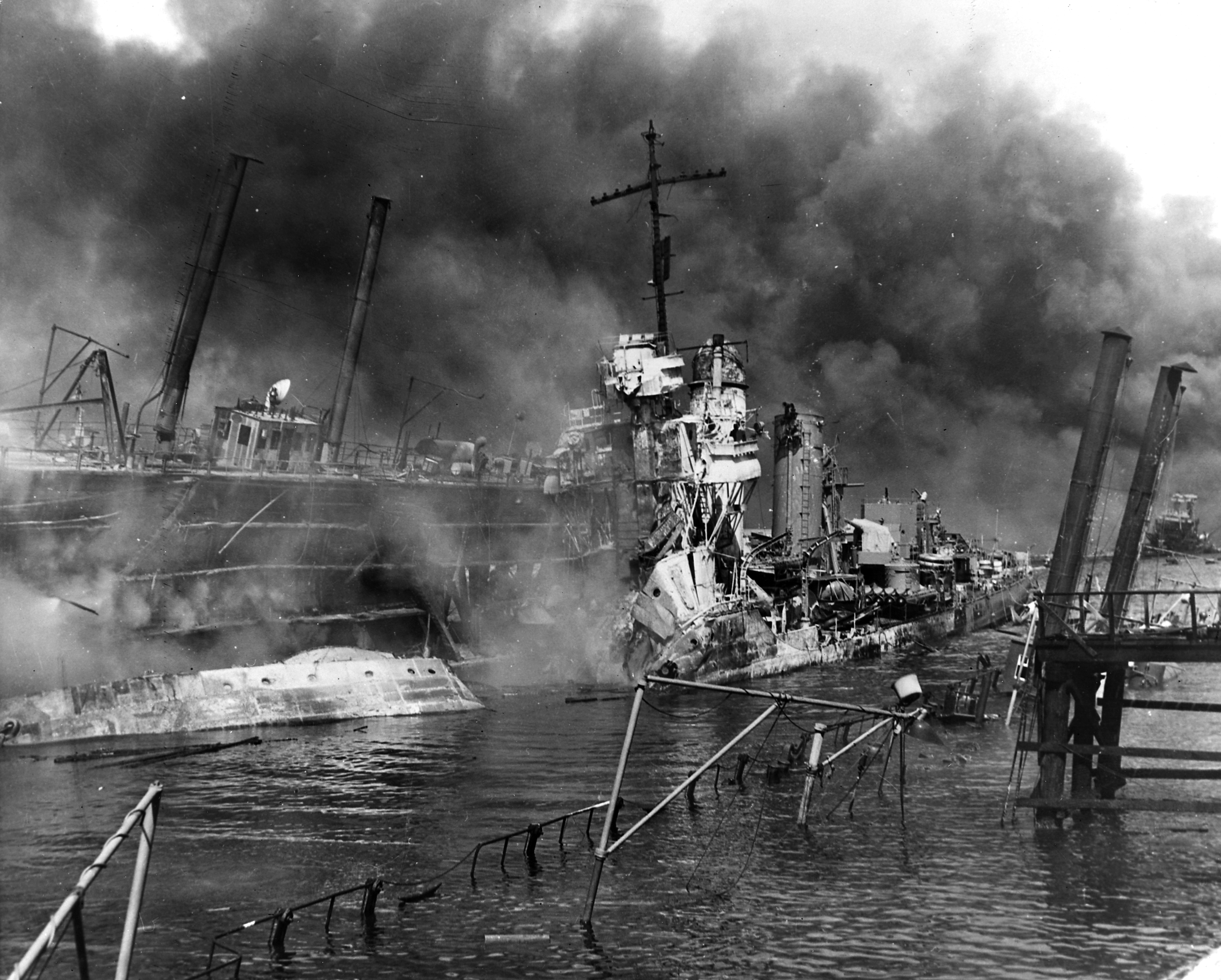
大破した状態のショー。ショーの爆発により入渠していたYFD-2 浮きドックも損傷した。 画面右手後方には被弾損傷して着底した戦艦カリフォルニア(BB-44)が写っている 1941年12月7日の撮影
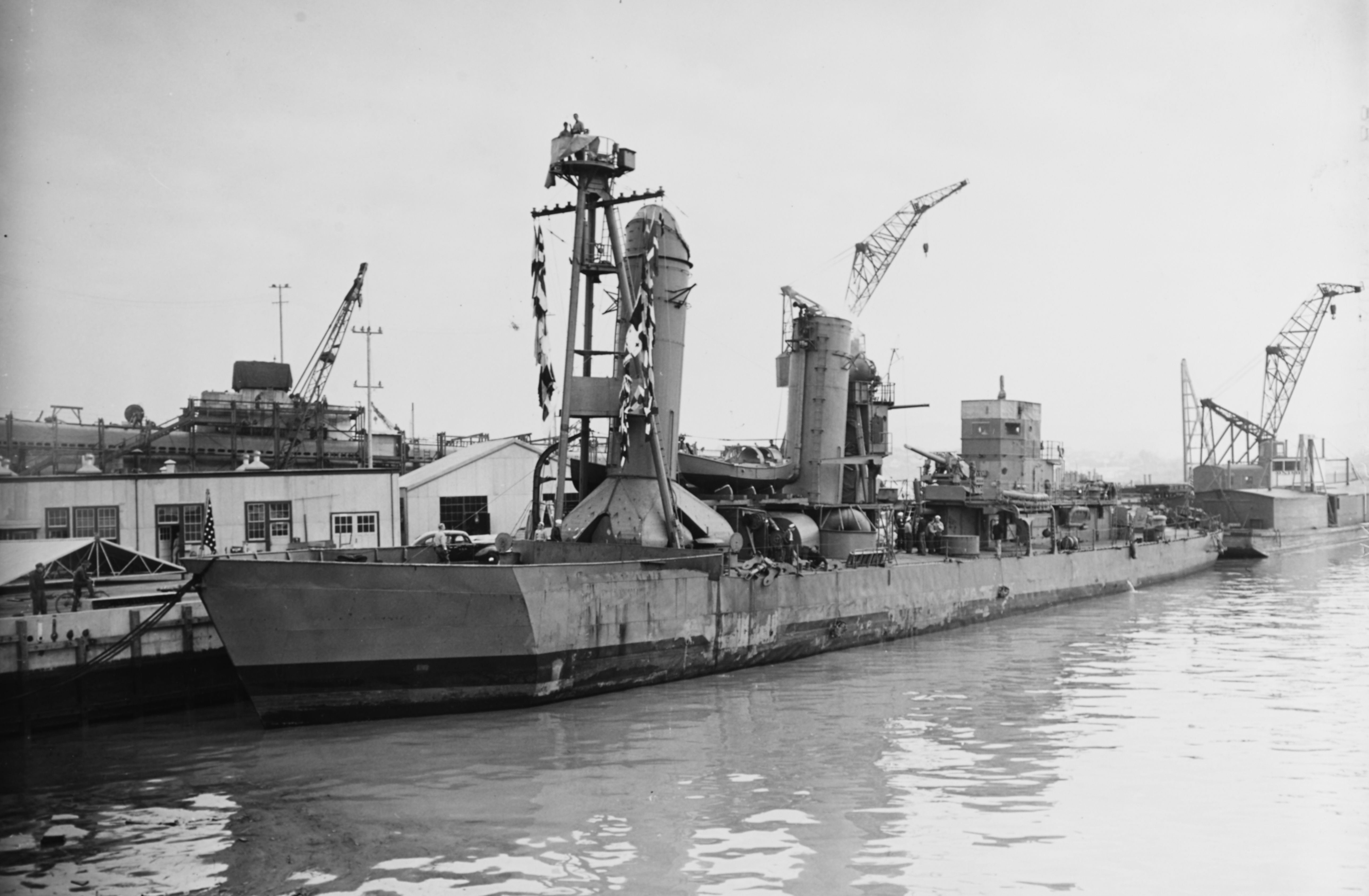
仮艦首を取り付けた状態のショー。 1942年2月中旬の撮影

### 1942年以後
ショーは1942年2月9日に本格修理のためサンフランシスコに向けて出航した。サンフランシスコでは新たな竜骨が取り付けられて船体前半部が再構築され、作業は6月に完了した。
サンディエゴ海域での訓練後、8月31日に真珠湾へ戻る。続く2か月に渡ってショーは西海岸とハワイ間の船団護衛任務に従事した。10月中旬に空母エンタープライズ (USS Enterprise, CV-6) を中心とした部隊の一部として真珠湾を出航し西へ向かう。部隊はホーネット (USS Hornet, CV-8) を中心とした部隊と合流し、両部隊は第61任務部隊と改称、サンタクルーズ諸島の北部へ向かい、ガダルカナル島へ向かう日本軍部隊を迎え撃った。
26日の午前中に二つの空母部隊は敵の攻撃を受けており、随伴艦のポーター (USS Porter, DD-356) は撃墜された雷撃機の生存者を救うために停止していた。ポーターは被雷し、ショーはポーターの援護に向かう。30分後にショーはポーターの生存者の救助と、ポーターの撃沈を命じられる。潜望鏡が目撃され、爆雷攻撃が行われたため命令の実行は遅れることとなった。正午までにポーターの生存者の移乗は完了し、一時間後にポーターは沈められた。ショーは現場を去り任務部隊へ再合流する。
2日後、ショーはニューヘブリディーズ諸島に向かい、ガダルカナル島への補給と兵員の移動を護衛した。その任務は11月から翌1943年1月まで続けられた。

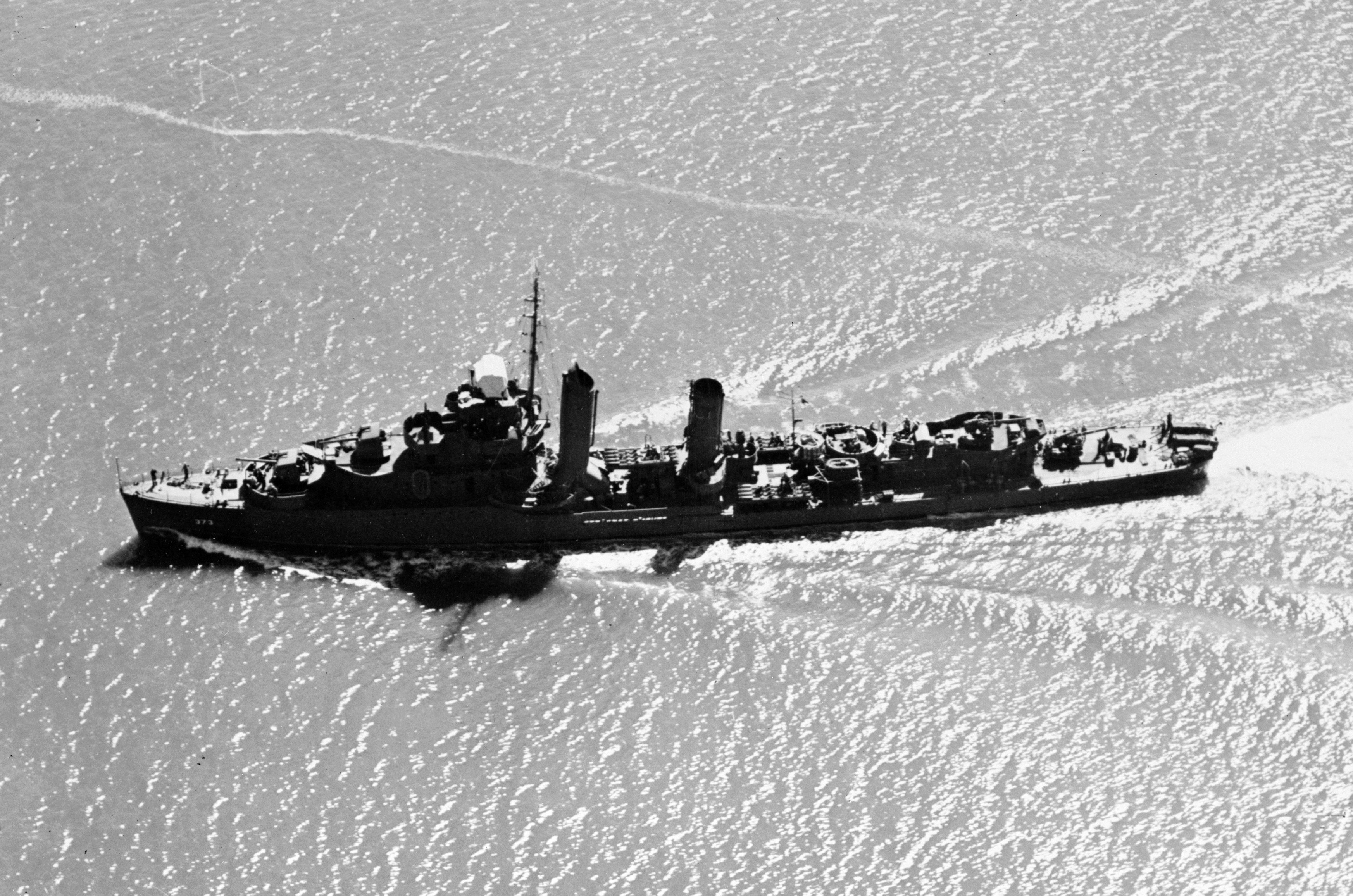
艦首および船体前半部を再建し復帰したショー。1942年の撮影
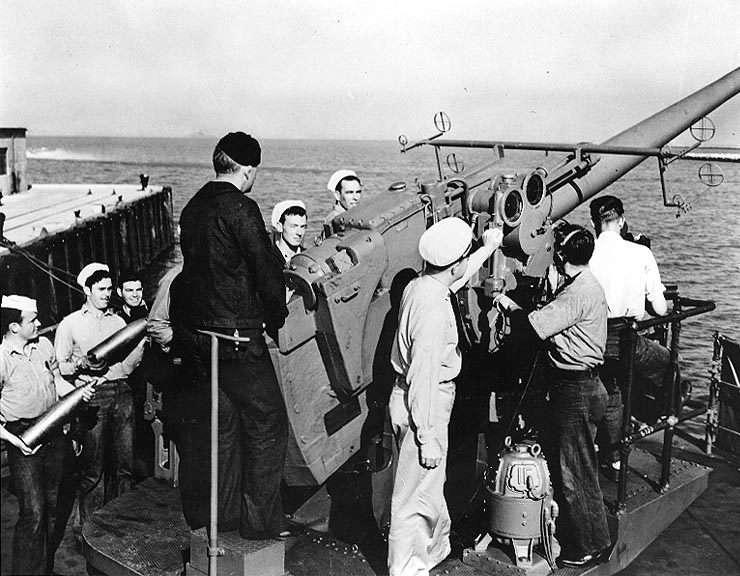
アラメダ海軍航空隊基地の桟橋で38口径5インチ砲の発射訓練を行っているショー。 1942年7月8日の撮影

1943年1月10日、ショーはニューカレドニアのヌメアに入港するための航海中、ヌメア湾沖のスルノワ岩礁 (フランス語: Rēcif le Sournois)礁で座礁した。15日に離礁したが船体、スクリューおよびギアへの損傷は大きく、ヌメアでの応急修理の後、真珠湾に移動して修理と武装の改修が行われ、作業は9月まで継続した。
10月6日にショーは再びニューカレドニアへと向かい、18日にヌメアに到着、24日にはニューギニアのミルン湾に入港した。第7揚陸部隊に所属したショーは10月から11月にかけてラエおよびフィンシュハーフェンへの増援軍を護衛した。12月15日のニューブリテン島に対する陸軍の攻撃では、ショーは2隻のゴムボートを救助し、ニューギニアに帰還するオーストラリア海軍のウェストラリア (HMAS Westralia, F95)およびアメリカ海軍の揚陸艦カーター・ホール (USS Carter Hall, LSD-3) を護衛した。
12月25日、ショーはグロスター岬への攻撃部隊に対して支援艦砲射撃および戦闘指揮を行う。26日、敵機2機による攻撃を受け36名の乗組員が負傷、3名がこのときの負傷が元で死亡した。ショーは27日にサデスト岬(Cape Sudest)(英語版)へ帰還し、負傷者および戦死者を下艦させ、応急修理のためミルン湾へ向かった。年が明け1944年初頭には本格修理のためニューギニアから本国へ帰還し、修理は1944年5月1日にサンフランシスコのハンターズ・ポイントで完了した。
1944年5月10日に真珠湾に帰還したショーは第5艦隊に加わり、同月15日にマーシャル諸島へ出航した。サイパン島への攻撃に参加するため、6月11日に第52任務部隊と共に出航する。攻撃は4日後に始まり、続く3週間半にわたってショーは護衛および支援射撃任務に従事した。7月中旬にマーシャル諸島に帰還し、18日にグアム急襲部隊と共にマリアナ諸島へ向けて出航した。続く戦闘では護衛任務と哨戒任務に従事した。
ショーは9月23日にマリアナ諸島を出航した。エニウェトクで母艦による修理を受けた後、10月20日に第7揚陸部隊に加わり25日にレイテ湾へ向かう。以後、1944年内はフィリピンとニューギニア間の船団護衛任務に従事した。
ショーは1945年1月9日にリンガエン湾でルソン島侵攻作戦に参加する。9日から15日まで護衛任務と火力支援、夜間照明および艦砲射撃を行う。続いてマニラ湾の奪還に加わり、ルソン島での作戦活動後、2月28日から3月4日までパラワン島攻撃および占領を支援した。4月前半はヴィサヤ諸島で活動し、4月2日にボホール島沖で2隻のはしけ船を破壊した。その後、暗礁に衝突し船体を破損したため、応急修理が行われた。25日にショーは本国での修理、および改修のために帰国し、5月19日にサンフランシスコに到着した。
修理および改修工事は8月半ばまで行われ、ショーはこの期間に終戦を迎えた。8月20日に作業は完了し、その後東海岸へ向けて出発した。フィラデルフィアに到着後、不活性化のためニューヨークに移動する。ショーは1945年10月2日に退役し、その2日後に除籍された。
ショーは第二次世界大戦の戦功で11個の従軍星章を受章した。
除籍後、船体は1946年7月にスクラップとして売却された。